# Episodi di Io e i miei tre figli (dodicesima stagione)
La dodicesima stagione della serie televisiva Io e i miei tre figli (My Three Sons) è andata in onda negli Stati Uniti dal 13 settembre 1971 al 13 aprile 1972 sulla CBS.
| nº | Titolo originale            | Prima TV USA      | Titolo italiano | Prima TV Italia |
| -- | --------------------------- | ----------------- | --------------- | --------------- |
| 1  | The Advent of Fergus        | 13 settembre 1971 |                 |                 |
| 2  | Fergus for Sale             | 20 settembre 1971 |                 |                 |
| 3  | Lady Douglas                | 27 settembre 1971 |                 |                 |
| 4  | Goodbye Fergus              | 4 ottobre 1971    |                 |                 |
| 5  | Four for the Road           | 18 ottobre 1971   |                 |                 |
| 6  | Polly the Pigeon            | 25 ottobre 1971   |                 |                 |
| 7  | Happy Birthday, Anyway      | 1º novembre 1971  |                 |                 |
| 8  | Proxy Parents               | 8 novembre 1971   |                 |                 |
| 9  | The Enthusiast              | 15 novembre 1971  |                 |                 |
| 10 | Katie's Career              | 22 novembre 1971  |                 |                 |
| 11 | Polly's Secret Life         | 29 novembre 1971  |                 |                 |
| 12 | The Sound of Music          | 6 dicembre 1971   |                 |                 |
| 13 | TV Triplets                 | 13 gennaio 1972   |                 |                 |
| 14 | Three for School            | 20 gennaio 1972   |                 |                 |
| 15 | Alfred                      | 27 gennaio 1972   |                 |                 |
| 16 | Buttons and Beaux           | 3 febbraio 1972   |                 |                 |
| 17 | Peanuts                     | 17 febbraio 1972  |                 |                 |
| 18 | Bad Day for Steve           | 24 febbraio 1972  |                 |                 |
| 19 | Second Banana               | 2 marzo 1972      |                 |                 |
| 20 | Bad Day for Barbara         | 16 marzo 1972     |                 |                 |
| 21 | The Birth of Arfie          | 23 marzo 1972     |                 |                 |
| 22 | Lonesome Katie              | 30 marzo 1972     |                 |                 |
| 23 | Barbara Lost                | 6 aprile 1972     |                 |                 |
| 24 | Whatever Happened to Ernie? | 13 aprile 1972    |                 |                 |

## The Advent of Fergus
- Prima televisiva: 13 settembre 1971

### Trama
- Guest star: Joseph Todd (Steve Douglas Jr.), Daniel Todd (Robbie Douglas II), Alan Caillou (Fergus (voice), Virginia Lewis (Dorothy Danson), Richard O'Brien (Tom Stratman), Betty Anne Rees (Janet Ingram), Michael Todd (Charley Douglas)

## Fergus for Sale
- Prima televisiva: 20 settembre 1971

### Trama
- Guest star: Lois January (donna), Anne Francis (Terri Dowling), Alan Caillou (Fergus (voice), Judy March (donna)

## Lady Douglas
- Prima televisiva: 27 settembre 1971

### Trama
- Guest star: Anne Francis (Terri Dowling), Frank De Vol (Jonas Tevron), Alan Caillou (Fergus (voice), Janice Carroll (Magda), Charles Lampkin (Harry West)

## Goodbye Fergus
- Prima televisiva: 4 ottobre 1971

### Trama
- Guest star: Alan Caillou (Fergus (voice), Anne Francis (Terri Dowling), John McLiam (Reverendo MacDougal)

## Four for the Road
- Prima televisiva: 18 ottobre 1971

### Trama
- Guest star: Michael Todd (Charley Douglas), Joseph Todd (Steve Douglas Jr.), Robert Brubaker (Chuck Fenady), Adele Claire (Betty Barham), Herbert Ellis (Security Officer), Ralph Manza (tassista), George Milan (uomo), Daniel Todd (Robbie Douglas II), Robert Whaley (uomo)

## Polly the Pigeon
- Prima televisiva: 25 ottobre 1971

### Trama
- Guest star: David Ketchum (Milton Baxter)

## Happy Birthday, Anyway
- Prima televisiva: 1º novembre 1971

### Trama
- Guest star: Betty Anne Rees (Janet Ingram)

## Proxy Parents
- Prima televisiva: 8 novembre 1971

### Trama
- Guest star: Joseph Todd (Steve Douglas Jr.), Daniel Todd (Robbie Douglas II), Jodie Foster (Priscilla Hobson), Lee Harris (messaggero), Victoria Paige Meyerink (Margaret Spencer), Jack Smith (George), Michael Todd (Charley Douglas)

## The Enthusiast
- Prima televisiva: 15 novembre 1971

### Trama
- Guest star: Paul Sorensen (Joe Landacre), Sheila Rogers (Yolanda Congriff), John Alvin (Bill Congriff), Herb Armstrong (Clinton Richards), John Gallaudet (Bob Anderson), Lyla Graham (Jenny Richards), Edna Helton (Grace), Irene Hervey (Sylvia Anderson), Yvonne White (Hattie Landacre)

## Katie's Career
- Prima televisiva: 22 novembre 1971

### Trama
- Guest star: Daniel Todd (Little Charley), Dolores Quinton (Leona Leslie), Anthony Caruso (Frank Leslie), Gene Tyburn (suonatore piano)

## Polly's Secret Life
- Prima televisiva: 29 novembre 1971

### Trama
- Guest star: Joseph Todd (Steve Douglas Jr.), Daniel Todd (Robbie Douglas II), Dana Dillaway (Nancy Shindelbower), Lory Hansen (Jennifer), Michael Todd (Charley Douglas)

## The Sound of Music
- Prima televisiva: 6 dicembre 1971

### Trama
- Guest star: Virginia Lewis (Dorothy Danson), Paul Langton (padre O'Hara), Michael Freeman (Stanley Parmel), Mitzi Hoag (Mrs. Cagle), Kevin Pinassi (Albert Cagle)

## TV Triplets
- Prima televisiva: 13 gennaio 1972

### Trama
- Guest star: Joseph Todd (Steve Douglas Jr.), Daniel Todd (Robbie Douglas II), Michael Dante (Perry Perigrine), Bob Hastings (Jack Lorning), Jon Lormer (Blake Willerson), Michael Todd (Charley Douglas)

## Three for School
- Prima televisiva: 20 gennaio 1972

### Trama
- Guest star: Joseph Todd (Steve Douglas Jr.), Daniel Todd (Robbie Douglas II), Johnnie Collins III (Richard), Anthony Eisley (John Wilkes), Virginia Lewis (Dorothy Danson), Shirley O'Hara (madre di Elsa Zettsil), Carolyn Stellar (June Mosfitt), Michael Todd (Charley Douglas)

## Alfred
- Prima televisiva: 27 gennaio 1972

### Trama
- Guest star: Barbara Perry (Mrs. Hoover), Victoria Paige Meyerink (Margaret Spencer), Jodie Foster (Priscilla Hobson), Tiger Williams (Alfred Hoover)

## Buttons and Beaux
- Prima televisiva: 3 febbraio 1972

### Trama
- Guest star: Robert Gibbons (capo cameriere), Tom Pace (Ferguson), Robert Rhodes (Norman Downs)

## Peanuts
- Prima televisiva: 17 febbraio 1972

### Trama
- Guest star: Victoria Paige Meyerink (Margaret Spencer), Wayne Heffley (Jim Hobson), Ellen Clark (Bonnie Hobson), Jodie Foster (Priscilla Hobson), Laurie Prange (Rita Purcelli)

## Bad Day for Steve
- Prima televisiva: 24 febbraio 1972

### Trama
- Guest star: Joseph Todd (Steve Douglas Jr.), Daniel Todd (Robbie Douglas II), John Gallaudet (Bob Anderson), Betty Anne Rees (Janet Ingram), Michael Todd (Charley Douglas)

## Second Banana
- Prima televisiva: 2 marzo 1972

### Trama
- Guest star: Bennett Ohta (Interviewer), Clarence Lung (impiegato dell'hotel), Ruth Anson (Interviewer), Rand Brooks (Ed Henson), Linda Haynes (Cindy), Guy Lee (Bell Hop), C. Lindsay Workman (Dan McCullough)

## Bad Day for Barbara
- Prima televisiva: 16 marzo 1972

### Trama
- Guest star: Daniel Todd (Robbie Douglas II), Joseph Todd (Steve Douglas Jr.), Michael Todd (Charley Douglas)

## The Birth of Arfie
- Prima televisiva: 23 marzo 1972

### Trama
- Guest star: Jane Rosenfeld (receptionist), Peter Robbins (Jeffrey Fredericks), Booth Colman (dottor Fredericks), Joan Lemmo (ragazzo), Michael Todd (Charley Douglas)

## Lonesome Katie
- Prima televisiva: 30 marzo 1972

### Trama
- Guest star: Joseph Todd (Steve Douglas Jr.), Daniel Todd (Robbie Douglas II), Jodie Foster (Priscilla Hobson), Elaine Giftos (Jewel Marsenick), Victoria Paige Meyerink (Margaret Spencer), Suzanne Ried (Anne Miller), Yale Summers (Bill Miller), Michael Todd (Charley Douglas)

## Barbara Lost
- Prima televisiva: 6 aprile 1972

### Trama
- Guest star: Joseph Todd (Charley Jr), Daniel Todd (Steve Jr), Micky Dolenz (John Simpson), Johnny Silver (Plumber), Michael Todd (Robby Jr.)

## Whatever Happened to Ernie?
- Prima televisiva: 13 aprile 1972

### Trama
- Guest star: John Gallaudet (Bob Anderson), Irene Hervey (Sylvia Anderson), Russell Schulman (Gordon Anderson)